# کوسه لبه‌سفید اقیانوسی
کوسه لبه‌سفید اقیانوسی یا کوسه سفیدلکه‌ای اقیانوسی (نام علمی: Carcharhinus longimanus) گونه‌ای از کوسه بزرگ دریایی است که در دریاهای گرمسیری و معتدل زندگی می‌کند و بدنی تنومند با باله‌های بلند، نوک سفید و گرد دارد. این گونه معمولاً منفرد است، اگرچه ممکن است در مکان‌هایی از انبوه غذایی به تعداد زیاد جمع شوند. ماهی‌های استخوانی و سرپایان اجزای اصلی رژیم غذایی آن هستند و ماده‌ها زنده‌زایی می‌کنند.